# Gabon ai Giochi della XXIII Olimpiade
Il Gabon partecipò ai Giochi della XXIII Olimpiade, svoltisi a Los Angeles, Stati Uniti, dal 28 luglio al 12 agosto 1984, con una delegazione di 4 atleti impegnati in due discipline: atletica leggera e pugilato.
Portabandiera alla cerimonia di apertura fu la pesista Odette Mistoul.